# Alexander Bachem

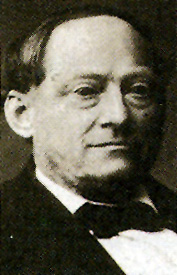
Alexander Bachem

Friedrich Wilhelm Alexander Bachem  (* 8. Januar 1806 in Düsseldorf; † 11. Februar 1878 in Köln) war von 1847 bis 1857 Oberbürgermeister von Koblenz und von 1863 bis 1875 Oberbürgermeister von Köln.

## Biografie
Bachem war Sohn des Neuwieder Hofs- und Regierungsrats Conrad Joseph Bachem und dessen Frau Elisabeth Helena geborene Coenegracht. Er besuchte das Gymnasium in Koblenz und studierte nach der Reifeprüfung im September 1825 von 1825 bis 1828 in Bonn und Heidelberg Rechtswissenschaften. Am 5. Dezember 1828 wurde er Auskulator beim Oberlandesgericht Münster. Danach war er am Land- und Stadtgericht Warendorf tätig, wo er am 18. Januar 1830 zum Gerichtsreferendar ernannt wurde. 1833 wurde er Gerichtsassessor und wechselte in dieser Funktion im August 1833 nach Koblenz. Im November 1834 wurde er nach Aachen versetzt, kehrte aber im November 1836 nach Koblenz zurück. Im September 1837 wurde er Landgerichtsrat am Justizsenat Ehrenbreitstein und 1838 Landgerichtsrat am Landgericht Koblenz.

## Wirken als Koblenzer Oberbürgermeister

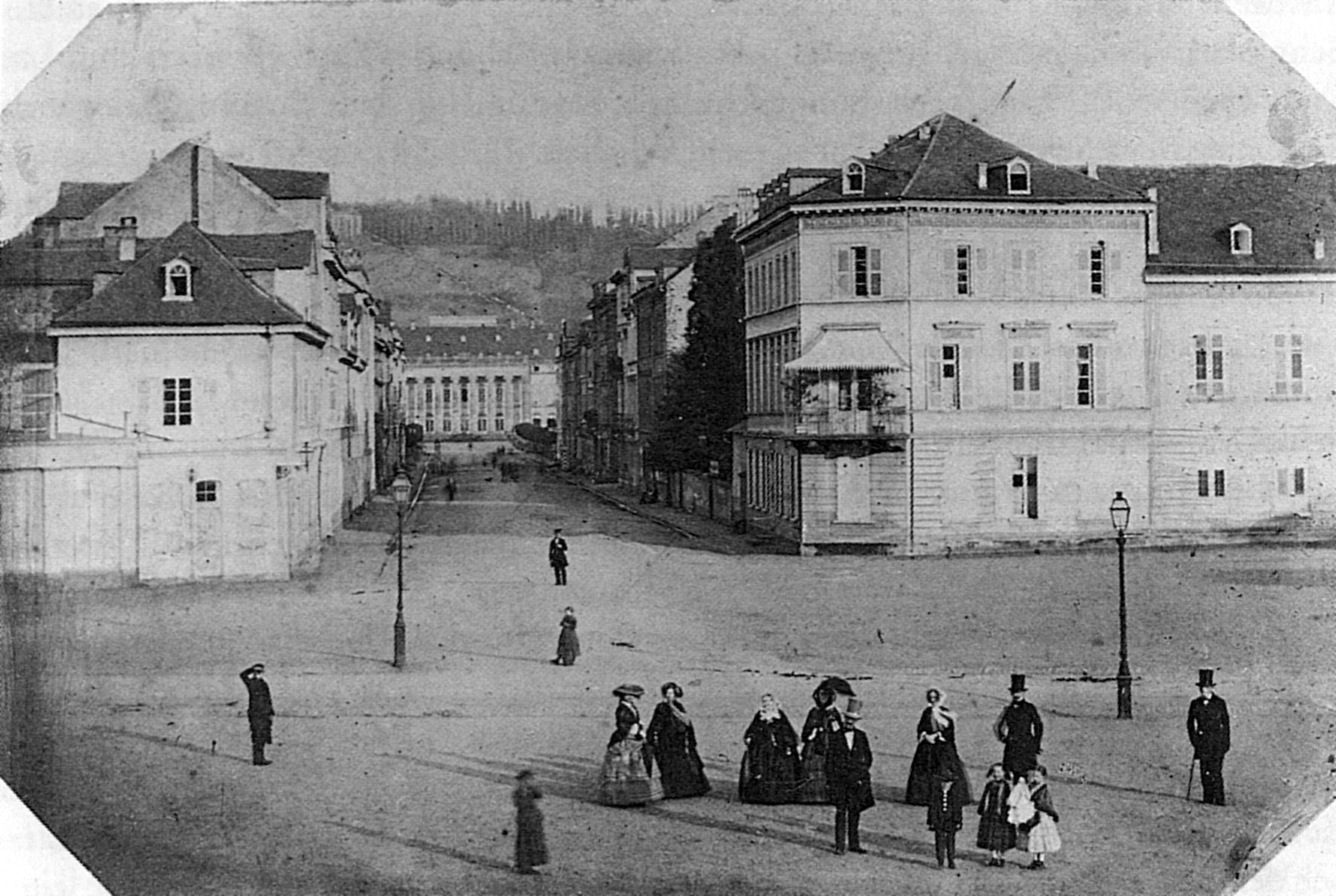
Löhrrondell mit Blick in die Schlossstraße in Koblenz, im Vordergrund die ersten Gaslaternen (seit 1847 in Betrieb), eine der ältesten Fotografien der Stadt, um 1850 entstanden

Am 6. März 1847 wurde er Nachfolger von Abundius Maehler als Koblenzer Oberbürgermeister und Polizeidirektor. Bereits in der ersten Stadtratssitzung bat er König Friedrich Wilhelm IV. um mehr demokratische Freiheiten in Koblenz. Ihm missfiel, dass dem Stadtrat nur privilegierte Männer angehörten, die von der preußischen Regierung eingesetzt wurden.
Sein Verdienst ist der Anstoß zum Bau der linken Rheinstrecke bis nach Koblenz. Bachem führte auch eine Neuordnung der Hausnummerierungen ein. In französischer Zeit wurden die Häuser in Koblenz von 1 bis 1210 durchnummeriert. Jetzt erhielten die Straßen wieder Namen und wurden Straßenweise nummeriert. Die ersten gasbetriebenen Straßenlaterne wurden am 1. September 1847 im Bereich des Löhrrondells in Betrieb genommen. Am 20. Dezember 1848 wurde als sogenannte Gemeinde-Feuerwehr eine erste Feuerwehr in der Stadt gegründet. An der Straßenkreuzung Hohenzollernstraße/Markenbildchenweg wurde in seiner Amtszeit am 2. Juli 1851 die Markenbildchen-Kapelle eingeweiht. Nach der Kriegszerstörung 1944 wurde die Madonna mit Kind in die Pfarrkirche St. Josef verbracht.
Bachem gründete am 14. März 1847 eine 2000 Mann starke Bürgerwehr, die am 26. März 1848 bewaffnet wurde und in der Vorrevolutionszeit die Ordnung aufrechterhielt. Zur Zeit der Deutschen Revolution von 1848/49 sympathisierte er mit den Roten Demokraten und beflaggte sogar das Koblenzer Rathaus mit der republikanischen schwarz-rot-goldenen Fahne. Er unterstützte die Kölner Erklärung vom 8. Mai 1849, nach der die Frankfurter Nationalversammlung als die auch weiterhin einzig maßgebliche Autorität in Deutschland anzusehen sei.
Viele Bürger feierten ihn dafür, allerdings geriet er damit in Gegnerschaft zum preußischen Oberpräsidenten der Rheinprovinz Hans Hugo von Kleist-Retzow. Obwohl Bachem inzwischen eine gemäßigtere Rolle als zur Revolutionszeit eingenommen hatte, leitete die Regierung ein Disziplinarverfahren gegen ihn ein. Das Verfahren führte am 25. Oktober 1851 zu seiner Suspension als staatlicher Polizeidirektor. Obwohl er vom Stadtrat wiedergewählt wurde, weigerte sich Kleist-Retzow, ihn im Amt zu bestätigen. Auch die Fürsprache der in Koblenz lebenden Prinzessin Augusta half nicht. Schließlich legte Bachem am 30. April 1857 das Amt nieder und ging ans Landgericht Trier.

## Wirken als Kölner Oberbürgermeister
Im Februar 1858 wechselte Bachem als Gerichtsrat an das Appellationsgericht zu Köln. Seine Wahl zum Kölner Oberbürgermeister erfolgte im Jahr 1863. Anders als sein kollegialer Vorgänger Hermann Joseph Stupp soll Bachem einen eher autoritären Führungsstil in seinem Umgang mit den Stadtverordneten gepflegt haben. So befand er sich als Vertreter des preußischen Staates in permanentem Disput mit der in Köln starken Fortschrittspartei, zeigte sich aber konziliant, wenn es um die direkten Belange der Stadt ging. Im Mai 1875 legte er sein Amt nieder.
In der Amtszeit Bachems erfolgte der Bau eines städtischen Wasserleitungsnetzes, der Ausbau des Rathauses, die Gründung der ersten städtischen Höheren Töchterschule und die Gründung der Berufsfeuerwehr der Stadt.
Alexander Bachem starb am 11. Februar 1878 in Köln und wurde auf dem Melaten-Friedhof beerdigt.